# Perarolo di Cadore
Perarolo di Cadore és un municipi italià, dins de la província de Belluno. L'any 2007 tenia 362 habitants. Limita amb els municipis de Cimolais (PN), Erto e Casso (PN), Ospitale di Cadore, Pieve di Cadore i Valle di Cadore.

## Administració
| Període | Identitat       | Partit        |
| ------- | --------------- | ------------- |
| 2004-   | Ruggero Lollato | Llista cívica |